# Günter Porath
Günter Porath (* 1932; † 2014 in Güstrow) war ein deutscher Mathematiker und Hochschullehrer.

## Leben
Günter Porath studierte Mathematik an der Universität Greifswald. Er promovierte 1958 bei Willi Rinow mit einer Dissertation zum Thema Störungstheorie der isolierten Eigenwerte für abgeschlossene lineare Transformationen im Banachschen Raum. 1962 habilitierte er sich mit einer Arbeit zum Thema Abschätzungssätze für Näherungslösungen gewöhnlicher Differentialgleichungen im Banachschen Raum und hyperbolischer Differentialgleichungen an der Universität Greifswald. 1966 wurde er dann an das Pädagogische Institut Güstrow zum Professor für Analysis und Numerische Mathematik berufen. Diese Aufgabe nahm er bis 1991 an der Pädagogischen Hochschule Güstrow und von 1991 bis 1992 an der Universität Rostock wahr. Seine Forschungsschwerpunkte waren unter anderem Lösungsverfahren für Differential- und Integralgleichungen. Während seiner Zeit als Hochschullehrer betreute Günter Porath eine ganze Reihe von Promotionen. Zu seinen Studenten gehörten unter anderem Horst Kreienbring, Eckhard Tabbert und der spätere Mathematikdidaktiker Hans-Dieter Sill.

## Veröffentlichungen
- Störungstheorie der isolierten Eigenwerte für abgeschlossene lineare Transformationen im BANACHschen Raum. In: Mathematische Nachrichten. Band 20, Nr. 3–6, 1959, S. 175–230, doi:10.1002/mana.19590200307.
- Das Ersatzoperatorenverfahren für lineare Volterrasche Integralgleichungen zweiter Art. In: Beiträge zur Numerischen Mathematik. Nummer 3, 1975, S. 115–130.
- mit E. Tabbert: Das Tschebyscheffsche Iterationsverfahren für lineare Volterrasche Integralgleichungen zweiter Art. In: Beiträge zur Numerischen Mathematik. Nummer 7, 1979, S. 83–96.
- Predictor-corrector methods for nonlinear Volterra integral equations of the second kind. In: Banach Center Publications. 1984.
- Approximate methods for linear integral equations of the first kind. In: Banach Center Publications. Band 24, Nummer 1, 1990, 107–120.